# Кифішин Анатолій Георгійович
Анато́лій Гео́ргійович Кифі́шин (нар. 2 червня 1935, с. Біле Троїцького району Алтайського краю — 21 червня 2017) — російський шумеролог.

## Біографія
Народився на Алтаї. Родина незабаром переїхала в Україну, у м. Дашів, Іллінецький район Вінницької області. У березні 1944 року в дев'ятирічному віці підірвався на міні Другої світової війни, втративши руку й одне око. Закінчив Чернівецький університет за фахом історика (1958), потім Східний факультет Ленінградського університету. Учився в аспірантурі в академіка В. В. Струве, але захистити дисертацію не встиг через смерть свого вчителя.
Після смерті В.Струве Кифішин перебував у постійній опозиції до визнаного лідера радянського сходознавства, Ігоря Михайловича Дьяконова. Кифішин відстоював точку зору свого вчителя на переклади деяких слів, мав власну позицію по топографії міста Лагаш, що прямо суперечила позиції Дьяконова, не погоджувався з перекладами шумерських поем Дьяконова, вважаючи їх підігнаними під сучасне мислення. Кифішин надалі самостійно перевів десятки шумерських творів у менш художньому, але, на свою думку, у більше точному виді.
Авторитет І. М. Дьяконова був дуже високий, і Кифішин був змушений покинути Ленінградський університет. Кифішин переїхав у Москву, де закінчив аспірантуру при Інституті сходознавства АН СРСР. Кифішин надалі спеціалізувався на ритуалістиці у шумерів і геноструктурі шумерських міфів, на тематиці, що йшла врозріз із «позитивістською радянською історичною наукою». Протистояння з Дьяконовим досягло свого піка в 1969—1970, коли вчені обмінялися відкритими листами на сторінках журналу «Вестник древней истории». У результаті Анатолій Георгійович був змушений залишити й московський інститут, а Дияконов, будучи членом безлічі редколегій, протягом багатьох років особисто стежив за тим, щоби Кифішина не публікували в наукових журналах. За публікацію робіт Кифішина постраждав і головний редактор «Вестника древней истории», історик античності Сергій Львович Утченко.
Однак Анатолій Георгійович не покинув Москви й не припинив заняття шумерологією. Відсутність прописки і постійного місця роботи його також не зупинили. У 1970-ті роки, незважаючи на інвалідність, він жив у власноручно вибудуваному курені в районі станції Перловка на Ярославській залізниці, а весь денний час проводив в Ленінській бібліотеці, пропуск у яку діставав по знайомству. Написав кілька книг, включаючи «Історію Шумеру», але опублікувати їх у СРСР не зміг. З 1970 року аж до розпаду СРСР, Кифішин зміг опублікувати лише короткі, піддані цензурі популярні статті в журналі «Техника — молодежи», а також кілька робіт у Болгарії болгарською мовою.
У 1990-ті роки Анатолій Георгійович вивчав пам'ятники Чатал-Гуюку в Туреччини й Кам'яну Могилу в Україні і прийшов до висновку, що обидва пам'ятники містять протошумерську писемність. У 2001 році опублікував велику монографію, де привів протошумерський словник, силлабарій Кам'яної Могили й версію перекладів текстів Кам'яної Могили. Результати цих досліджень Кифішина одержали суперечливу оцінку в популярній літературі. З одного боку, Дияконов перед своєю смертю (1999), ще до публікації праці Кифішина, встиг дискредитувати його припущення, з іншого боку, обережні припущення Кифішина були підхоплені деякими українськими публіцистами в перекрученому виді («Україна — батьківщина шумерів»). Популістська полеміка привела до того, що багаторічна праця Кифішина дотепер не одержала наукової оцінки, і поки що не можна сказати, чи зробив Кифішин видатне відкриття, чи помилявся.